# Mark Huizinga
Mark Huizinga (Vlaardingen, 10 september 1973) is een voormalige Nederlandse officier bij de Koninklijke Luchtmacht, judoka en olympisch kampioen judo. In 2000 won hij de gouden medaille in de gewichtsklasse -90 kg bij de Olympische Spelen in Sydney. Hij bezit sinds september 2019 de 7e dan. Hij is tienvoudig Nederlands kampioen judo. Sinds 1 december 2010 was Huizinga in dienst bij de Judo Bond Nederland als bondscoach dames junioren. Hij besloot zijn contract in 2012 echter niet te verlengen.
Na een studie bedrijfskundige informatica aan de Hogeschool voor Economische Studies (HES) te Rotterdam werd hij officier bij de Koninklijke Luchtmacht. Hij maakte deel uit van de Defensie Topsport Selectie. In 2009 beëindigde hij zijn loopbaan bij Defensie. Huizinga trainde bij Budokan Rotterdam in Hoogvliet.
Tijdens de opening van de Olympische Spelen 2004 in Athene droeg Huizinga de Olympische vlag. Hij won op deze Spelen een bronzen medaille.
In april 2008 won Mark Huizinga de Europese kampioenschappen judo 2008 in de categorie -90 kg. Dit was zijn vijfde en laatste Europese titel. Op de Olympische Zomerspelen 2008 in Peking verloor hij in de tweede ronde van de Zwitser Sergei Aschwanden. Hij nam op zaterdag 8 november 2008 officieel afscheid van de wedstrijdsport door bij de NK judo zijn tiende nationale titel op te eisen. In de finale van de klasse tot 90 kg wist hij Jeffrey Meeuwsen binnen enkele seconden te verslaan.
In 2010 deed Huizinga samen met nog acht andere ex-sporters mee aan het programma Eeuwige roem. Huizinga kwam uiteindelijk in de finale en won die van Jochem Uytdehaage.
In 2012 werd Huizinga derde in de grote finale van het zomerseizoen van De Slimste Mens.
In 2014 won Huizinga het RTL 5-programma Expeditie Poolcirkel.
Tijdens het Nederlands kampioenschap judo in september 2019 ontving Huizinga de bijzondere promotie tot 7e dan judo.

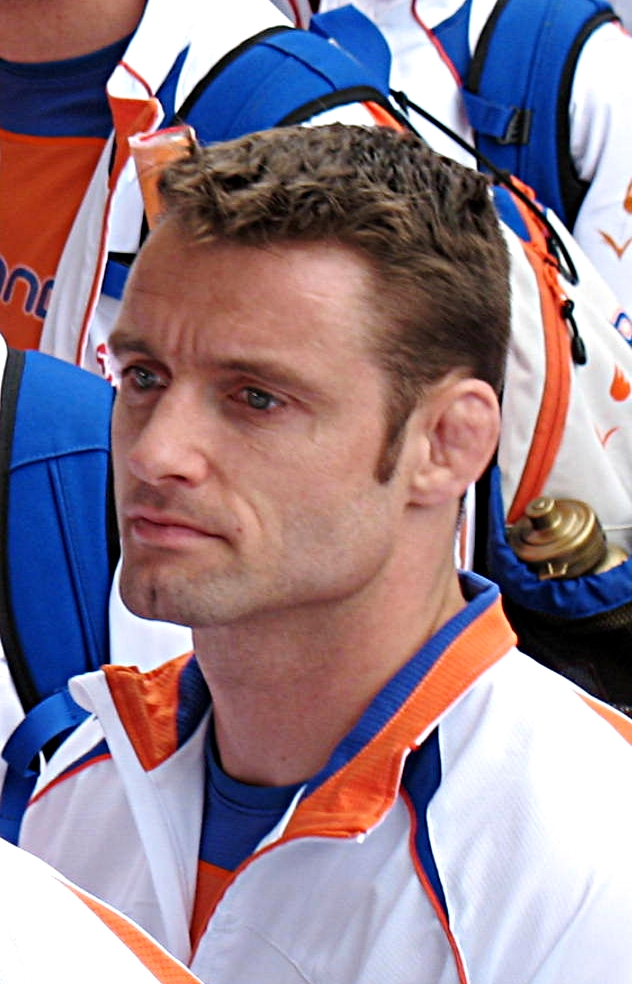
Mark Huizinga tijdens de welkomstbijeenkomst in Amsterdam na de Olympische Spelen van 2008 in Peking